# Collegio uninominale Veneto - 06
Il collegio elettorale uninominale Veneto - 06 è stato un collegio elettorale uninominale della Repubblica Italiana per l'elezione del Senato tra il 2017 ed il 2022.

## Territorio
Come previsto dalla legge elettorale italiana del 2017, il collegio era stato definito tramite decreto legislativo all'interno della circoscrizione Veneto.
Era formato dal territorio di 82 comuni: Asiago, Bassano del Grappa, Borgoricco, Breganze, Bressanvido, Cadoneghe, Caltrano, Calvene, Campo San Martino, Campodarsego, Campodoro, Camposampiero, Carmignano di Brenta, Carrè, Cartigliano, Cassola, Cervarese Santa Croce, Chiuppano, Cittadella, Conco, Curtarolo, Dueville, Enego, Fara Vicentino, Fontaniva, Foza, Galliera Veneta, Gallio, Gazzo, Grantorto, Limena, Loreggia, Lugo di Vicenza, Lusiana, Marano Vicentino, Marostica, Mason Vicentino, Massanzago, Mestrino, Molvena, Montecchio Precalcino, Mussolente, Nove, Noventa Padovana, Pianezze, Piazzola sul Brenta, Piombino Dese, Pove del Grappa, Pozzoleone, Roana, Romano d'Ezzelino, Rosà, Rossano Veneto, Rotzo, Saccolongo, Salcedo, San Giorgio delle Pertiche, San Giorgio in Bosco, San Martino di Lupari, San Pietro in Gu, Sandrigo, Santa Giustina in Colle, Sarcedo, Schiavon, Solagna, Tezze sul Brenta, Thiene, Tombolo, Trebaseleghe, Valbrenta, Veggiano, Vigodarzere, Vigonza, Villa del Conte, Villafranca Padovana, Villanova di Camposampiero, Villaverla, Zanè, Zugliano.
Il collegio era parte del collegio plurinominale Veneto - 02.

## Eletti
| Elezione | Elezione | Senatore        | Partito      |
| -------- | -------- | --------------- | ------------ |
|          | 2018     | Niccolò Ghedini | Forza Italia |

## Dati elettorali

### XVIII legislatura
Come previsto dalla legge elettorale, 116 senatori erano eletti con sistema a maggioranza relativa in altrettanti collegi uninominali a turno unico.
| Candidati              | Candidati                 | Voti    | %     | Liste                           | Voti    | %     |
| ---------------------- | ------------------------- | ------- | ----- | ------------------------------- | ------- | ----- |
|                        | Niccolò Ghedini ✔️ Eletto | 178 948 | 51,99 | Lega                            | 123 998 | 36,02 |
| Forza Italia           | Niccolò Ghedini ✔️ Eletto | 178 948 | 51,99 | 37 221                          | 10,81   |       |
| Fratelli d'Italia      | Niccolò Ghedini ✔️ Eletto | 178 948 | 51,99 | 13 525                          | 3,93    |       |
| Noi con l'Italia - UDC | Niccolò Ghedini ✔️ Eletto | 178 948 | 51,99 | 4 204                           | 1,22    |       |
|                        | Barbara Guidolin          | 83 230  | 24,18 | Movimento 5 Stelle              | 83 230  | 24,18 |
|                        | Giorgio Santini           | 62 044  | 18,02 | Partito Democratico             | 52 600  | 15,28 |
| +Europa                | Giorgio Santini           | 62 044  | 18,02 | 7 232                           | 2,10    |       |
| Italia Europa Insieme  | Giorgio Santini           | 62 044  | 18,02 | 1 170                           | 0,34    |       |
| Civica Popolare        | Giorgio Santini           | 62 044  | 18,02 | 1 042                           | 0,30    |       |
|                        | Renato Marcon             | 6 616   | 1,92  | Liberi e Uguali                 | 6 616   | 1,92  |
|                        | Luciana Bianchini         | 3 362   | 0,98  | Il Popolo della Famiglia        | 3 362   | 0,98  |
|                        | Gianpaolo Vicardi         | 2 426   | 0,70  | CasaPound                       | 2 426   | 0,70  |
|                        | Erica Trevisan            | 2 254   | 0,65  | Italia agli Italiani            | 2 254   | 0,65  |
|                        | Luisa Carollo             | 1 749   | 0,51  | Grande Nord                     | 1 749   | 0,51  |
|                        | Redento Geremia           | 1 496   | 0,43  | Potere al Popolo!               | 1 496   | 0,43  |
|                        | Fabio Mazzocato           | 1 471   | 0,43  | Partito Valore Umano            | 1 471   | 0,43  |
|                        | Maurizio Freschi          | 363     | 0,11  | Per una Sinistra Rivoluzionaria | 363     | 0,11  |
|                        | Claudio Zoboli            | 271     | 0,08  | PRI - ALA                       | 271     | 0,08  |
| Totale                 | Totale                    | 344 230 | 100   |                                 | 344 230 | 100   |
|                        |                           |         |       |                                 |         |       |
| Voti non validi        | Voti non validi           | 9 258   | 2,62  |                                 |         |       |
| Votanti                | Votanti                   | 353 488 | 82,03 |                                 |         |       |
| Elettori               | Elettori                  | 430 903 |       |                                 |         |       |